# 泉谷站
泉谷站（韓語：천곡역）是朝鮮民主主義人民共和國咸鏡南道端川市的一個鐵路車站，属于金溝線。

## 邻近车站
金溝線
汝海津站 - 泉谷站 - 畓洞站